# 西条プラザ
西条プラザ（さいじょうプラザ）は、かつて広島県東広島市に存在した複合型ショッピングセンター、複合商業施設。

## 概要
1973年11月に東広島市初のショッピングセンターとして開業し、地元広島県の百貨店『福屋』（1986年にテナント入り)や北九州市に本社を置くスーパー・サンリブが運営する『マルショク』（開店当初から、但し開店当初は現在の福屋の区画に構えていた）テナントを初め68店舗がテナントとして入居していた。本館の他に東広島YMCA・東広島シティホテルが併設されていた。
しかし、近隣にゆめタウン東広島やフジグラン東広島が開業すると集客力が低迷。2016年8月31日を以て閉店し、43年の歴史に幕を閉じた。
施設は2017年初頭には解体され、跡地には岡山県・広島県東部を中心に店舗を展開する『ハローズ』によりハローズ東広島店を核テナントとするショッピングモール『東広島モール』を2017年9月30日に開業。。

## 館内
※以下は2016年8月の閉店時のもの

### 本館
- 地下1階 駐車場・マツダオートザム東広島[3]・フラワースクール・クリーニング等
- 1階　マルショク西条店・福屋西条店・時計店・お茶・酒屋・薬品・スポーツ用品等
- 2階　福屋ハイマート（福屋直営の衣料品店）・ペットショップ・不動産・ゲームコーナー・屋上広場・紳士服・100円ショップ・理容室
- 3階　大ホール・文化ホール・診療所

### スポーツ館
- 1階 スポーツ用品・ギフトショップ・キッズプラザ・整体
- 2階・3階 東広島YMCA WAVE・グルメストリート（レストラン街）
- 4階 東広島YMCA（プール・幼稚園・エアロビクス・アスレチックジム）
- 5階 吹き抜け（保護者観覧席）

### ホテル
- 1階 美容室
- 2階 ラウンジ
- 3階 料亭
- 4階～9階 東広島シティホテル

駐車場は2006年より有料（1時間無料・60分100円、最大料金700円）になっているが、1,000円以上の買い物をすると2時間無料になる。

## 交通アクセス
- JR西日本山陽本線西条駅から徒歩10分。
- 山陽自動車道西条IC
- 国道486号